# Roberto Mansel
Roberto Mansel (latín: Robertus Mansel, Antiochiæ comestabulis; c. 1175 - después de marzo de 1219) fue el condestable del principado de Antioquía.
Pertenecía a la importante familia franca de los Mansel de Antioquía. Era un hijo de Sibila, la tercera esposa del príncipe Bohemundo III de Antioquía.
El 22 de mayo de 1207 es documentado por primera vez como condestable de Antioquía.
Se casó con una armenia, hija de Constantino de Baberon, señor de Baberon y Partzapert, y hermanastra Haitón I de Armenia. Probablemente tuvo dos hijos con ella:
- Simón Mansel, condestable de Antioquía
- Bartolomé Mansel, obispo de Tartús

Roberto es mencionado por última vez en marzo de 1219.